# 胡安·何塞·阿雷瓦洛
胡安·何塞·阿雷瓦洛（西班牙語：Juan José Arévalo；1904年9月10日—1990年10月8日）是危地马拉的第24任总统，也是危地马拉第一位由民主选举产生的总统。

## 早年生活
胡安·何塞·阿雷瓦洛·贝尔梅霍生于危地马拉南部圣罗莎省的塔克西斯科，父亲名叫马里亚诺·阿雷瓦洛·博尼利亚，母亲叫艾莱纳·贝尔梅霍·拉·帕斯。阿雷瓦洛在1934年获得阿根廷国立拉普拉塔大学的学位，之后在阿根廷的国立图库曼大学和布宜诺斯艾利斯大学担任教授，参与过门多萨的国立库约大学和圣路易斯师范大学的组建。
1944年危地马拉革命后，作为阿根廷图库曼大学教授的阿雷瓦洛被革命青年们推举为总统候选人。在选举中，他得到了85%的选票，并成功当选为危地马拉第24任总统，也是危地马拉首位民主总统。

## 从政举措
在他被称为革命第一政府的任期内，危地马拉人的生活和危地马拉社会发生了极大的变化。从1901年到危地马拉革命前，危地马拉一直是中美洲典型的“香蕉共和国”，危地马拉所有威权政府的宗旨都是向联合国品公司服务。阿雷瓦洛自诩为“精神社会主义者”，在危地马拉称为“阿雷瓦洛主义”上台伊始，阿雷瓦洛就展现了与危地马拉之前的威权政府完全不同的理念，他增设了劳动部，起草了新宪法，准备在危地马拉实施新的体系。
1947年5月13日，阿雷瓦洛政府颁布了《危地马拉思想自由法》，该法取缔了一切思想审查。不久后又颁布了《劳动法》，阿雷瓦洛组织创立了危地马拉社会保障研究所，并且在宪法中将社会保障上升为公民的权益。在教育方面，阿雷瓦洛建成了国家图书馆。在军事方面，阿雷瓦洛政府完成了陆军的改组以防止军事政变的发生，1949年， 危地马拉工党的成立及其随后的合法化意味着共产主义在危地马拉已经完全合法化。由此，美国政府认为阿雷瓦洛是一名共产主义者，觉得危地马拉革命是共产主义运动在中美洲作祟，这引起了美国和邻近的军事强人政府的不安，也给阿雷瓦洛政府在外交上增添了许多困难。

## 化解危机
1947年，阿雷瓦洛在驾车前往帕纳哈切尔的路程发生了车祸，受了重伤。危地马拉革命首领之一弗朗西斯科·哈维尔·阿拉纳乘机和一些政党首脑签署秘密协议，在他们看来，阿雷瓦洛总统的死亡已经是定局，阿拉纳呼吁政党首脑们在选举中投票给他。然而阿雷瓦洛奇迹般的身体复苏使阿拉纳算盘落空。阿雷瓦洛很快就痊愈并且又开始办公。从此时开始，阿拉纳决定不惜一切代价夺取危地马拉总统之位。
由于危地马拉的新宪法要求军官若想成为选举候选人，必须在选举的六个月以前辞去军官的位置，阿拉纳在得知他不得不放弃掌控军队时决定铤而走险，他罢免了他的政敌——年轻军官哈科沃·阿本斯派的空军司令弗朗西斯科·科森扎，让自己的嫡系阿图罗·阿尔托拉吉雷担任空军司令；并威胁阿雷瓦洛必须解散内阁，否则他将推翻阿雷瓦洛。阿雷瓦洛告诉他，请他给几天时间以便有条不紊地进行更改；阿拉纳对此表示同意，并规定了截止日期为7月18日10点——也就是选举开始之时。
7月18日，阿拉纳出现在总统府，并告诉阿雷瓦洛他要去阿马蒂特兰湖岸边的总统住所没收阿雷瓦洛在那里藏匿的武器。但是，他没有吓到阿雷瓦洛，阿雷瓦洛打电话给阿本斯负责此事。阿本斯派出了几名武装人员以及警察局长恩里克·布兰科，在去往湖边的必经之路上刺杀了阿拉纳和他的两个下属。
阿拉纳死后，全国各地都发生了阿拉纳派的骚乱，然而在阿本斯的镇压下，阿拉纳派并没有成功起事。在阿拉纳派的头目中——卡洛斯·卡斯蒂略·阿马斯逃走，胡安·弗朗西斯科·奥利瓦、阿图罗·阿尔托拉吉雷等人被逮捕，卡洛斯·曼努埃尔·佩列塞尔被开除职位。

## 下野之后
1951年，阿雷瓦洛将权力移交给哈科沃·阿本斯。当阿本斯政权被颠覆后，阿雷瓦洛先后在智利、乌拉圭和委内瑞拉定居。1961年前后，阿雷瓦洛前往墨西哥城定居，并且在墨西哥城宣布他将参加1962年的总统选，但1962年选举因国内军事动荡取消，阿雷瓦洛便继续定居在墨西哥至到70年代中期返回危地马拉。
阿雷瓦洛于1990年10月在危地马拉城的一家医院去世，享年86岁，他被葬在家乡塔克西斯科。他也是危地马拉唯一一位接受国葬的总统。他的儿子贝尔纳多·阿雷瓦洛于2023年参加总统大选并胜出。

## 精神社会主义
胡安·何塞·阿雷瓦洛被归类为坚定的民主主义者和民族主义者，他将自己的政治哲学定义为“精神社会主义”（又被称作“阿雷瓦洛主义”）。这一意识形态致力于危地马拉人民道德层面的提升，旨在“在心理上解放人类”。作为革命的思想支柱，阿雷瓦洛将自己的理论学说视为建设一个进步与和平的危地马拉社会不可或缺的组成部分。他主张，政府有能力通过赋予公民表达个人意见、拥有财产和选择生活方式的自由，来推动理想社会的形成。作为这场革命的首任总统，阿雷瓦洛坚信，保障公民自由意志有助于建立公众对政府机构的支持，而这些机构应当同等保护个人与集体的安全。
阿雷瓦洛主义确实强调公民自由对于人的全面发展的根本性作用，但其政治原则同时认为：“个人自由必须在社会秩序的范围内行使”。在阿雷瓦洛看来，民主是一种社会结构，当个人自由与国家安全或多数民意发生冲突时，有必要对公民权利加以限制。这种对自由权的限制似乎与政府代表人民自由意志的理念相矛盾，但这种矛盾实际上反映出阿雷瓦洛拒绝以古典自由主义作为危地马拉施政指导的态度。他否定西方取向的自由主义个人主义，倾向社会主义思想，因此保守派媒体曾指责这位革命总统为共产主义者。
然而，阿雷瓦洛反对马克思主义的唯物主义倾向，并明确表示“共产主义违背人性，因为它违背人的心理结构”。他的“精神社会主义”立场具有明确的反共色彩，这一点体现在他打压在危地马拉境内运行的一系列受共产主义影响的组织。他曾将一些共产主义活动人士流放海外，拒绝将危地马拉共产党合法化，撤换与共产党报纸有联系的政府官员，并关闭马克思列宁主义教学机构“明晰学校”。尽管采取这些反共举措，阿雷瓦洛在其总统任期内仍遭遇约30次来自危地马拉军方的政变企图，原因是他被认为对共产主义抱有同情。他曾在美国国会的一次演讲中回应反共攻击，提到二战时说：“我担心西方赢得战役，但若继续盲目攻击社会福利，最终将在对抗法西斯主义的战争中败北。”
在阿雷瓦洛的构想中，1944年革命的本质在于建设一个现代社会民主国家。他领导的革命政府希望将社会从封建残余体系转向民主社会主义制度。他的政治理念强调政府应在经济和社会领域积极干预，以保障大多数民众自由意志的实现。阿雷瓦洛不否定财产权，但主张在必要时财产权应服从于国家整体利益。总体而言，阿雷瓦洛力求通过对资本主义生产方式的改革，改善广大工薪阶层的社会环境。